# Anne (serie de televisión)
Anne (en español: Madre) es una serie de televisión turca de 2016 coproducida por MedYapım y MF Yapım para Star TV, protagonizada por Cansu Dere, Vahide Perçin y Beren Gökyıldız.
Está basada en el exitoso drama japonés titulado Mother, escrito por Yuji Sakamoto.

## Trama
Zeynep es una joven profesora sustituta que, al enterarse de que una de sus alumnas de solo siete años, Melek, está sufriendo de maltratos por parte de su familia y es abandonada, toma la determinación de llevársela e iniciar una nueva vida junto a ella, convirtiéndose en su nueva madre.

## Reparto
- Cansu Dere como Zeynep Güneş.
- Vahide Perçin como Gönül Aslan.
- Beren Gökyıldız como Melek Akçay/Turna Güneş.
- Serhat Teoman como Sinan Demir.
- Gonca Vuslateri como Şule Akçay.
- Berkay Ateş como Cengiz Yıldız.
- Gülenay Kalkan como Cahide Güneş.
- Can Nergis como Ali Arhan.
- Şükrü Türen como Arif.
- Alize Gördüm como Gamze Güneş.
- Ahsen Eroğlu como Duru Güneş.
- Umut Yiğit Vanlı como Sarp.
- Onur Dikmen como Rıfat.
- Erdi Bolat como Ramo.
- Ali Süreyya como Mert.
- Meral Çetinkaya como Sra. Zeynep Aslan.
- Tayfun Sav como Necmi.
- Zuhal Gencer Erkaya como Saniye Yıldız.
- Arzu Oruç como Dilara.
- Ayşegül İşsever como Serap.
- Şafak Başkaya como Tahir.
- Leyla Okay como Aysel.
- Ahmet Kaynak como Selim.
- Berat Korkmaz Atilgan / Mehmet Meltem Atilgan como Hasan Yıldız.

## Recepción
En su estreno en Turquía, Anne promedió 6,72 puntos de índice de audiencia y ocupó el segundo lugar del día martes, convirtiéndose rápidamente en una de las series más vistas de la época y contando con un buen recibimiento de la audiencia. En su tercer capítulo, su audiencia se incrementó significativamente promediando 10,78 puntos y una cuota de pantalla de 25,31%, convirtiéndose en lo más visto del día.
El éxito de la serie significó también el regreso exitoso de Cansu Dere a la televisión turca después de un prolongado descanso.
En otros países como Chile, marcó récord de audiencia y se convirtió en la cuarta serie turca más exitosa en dicho país, solo por detrás de Las mil y una noches, Fatmagul y Sila. En Argentina, se convirtió en el segundo programa más destacado de Telefe durante julio de 2018, siendo superada solo por 100 días para enamorarse emitida en la misma cadena. Esto convirtió a Telefe por séptimo mes consecutivo en la televisión abierta argentina más vista de dicho país, con un índice de audiencia promedio de 8,1 puntos y una cuota de pantalla de 35,1%, según datos de Kantar Ibope Media.

## Premios y nominaciones
| Año  | Premios               | Categoría            | Nominado(a)     | Resultado | Ref.  |
| ---- | --------------------- | -------------------- | --------------- | --------- | ----- |
| 2017 | Tokyo Drama Awards    | Premio especial      | Anne            | Ganadora  | [ 8 ] |
| 2017 | Premios Altın Kelebek | Mejor actor infantil | Beren Gökyıldız | Ganadora  | [ 9 ] |